# Angela Bellei Trenti
Angela Bellei Trenti (Modena, 24 marzo 1949) è una politica italiana.

## Biografia
Pubblicista, ha lavorato dal 1971 al 1993 nell'ufficio stampa del comune di Modena.
Viene eletta alla Camera dei deputati nel 1994 nelle file di Rifondazione Comunista e per la XII legislatura fa parte della Commissione Difesa.
Successivamente alla fine del suo mandato parlamentare è attiva sulle questioni internazionali e presiede l'Associazione AZAD (in solidarietà al popolo kurdo).